# おつかれサマー!
「おつかれサマー!」は、でんぱ組.incの楽曲。同グループ13枚目のシングルとして、2015年6月17日にMEME TOKYOから発売された。

## 概要
前作「でんぱーりーナイト」から約6ヶ月振りとなるシングル。本作の発売決定は2015年4月6日に発表された。表題曲の「おつかれサマー!」は前山田健一とゆずの北川悠仁が共同で作詞・作曲を手がけている。本作の発売を記念して、5月24日に三重県桑名市のナガシマスパーランドにてライブイベントが実施され、そこで表題曲が初披露された。また、5月28日にはiTunes Storeとレコチョクにて表題曲の先行配信を開始、並びにGYAO!にてミュージック・ビデオが公開された。Loppi及びHMV ONLINEでの購入限定でミュージック・ビデオ内で使用されているオリジナルタオルがセットになった限定CDの発売も行われた。
表題曲「おつかれサマー!」は山崎製パン「ヤマザキ 夏のおいしいキャンペーン」のCMソングに起用された。

## 楽曲
表題曲について、古川未鈴は当初「でんぱ組っぽくないと思った」としているが、初披露時にファンが笑顔で聴いてくれたことから「でんぱ組の新しい形として良いと思った」と述べている。相沢梨紗も同様に「いわゆる『電波ソング』ではないので、でんぱ組.incはオタクを卒業してリア充になったと思っている方もいるが、そんなことはない」としており、「この曲はオタクなでんぱ組.incにしか歌えないと思う。衣装が水着にパーカー、短パンという『オラオラ系』であるのも、それぐらいしないと自分たちがはっちゃけられないから」と述べている。また、着用しているパーカーはメンズブランド「DOWBL」と共同制作されたものである。
でんぱ組.incは当シングルの発売以前にいわゆる「夏ソング」を2曲（「Kiss+kissでおわらない」および「ノットボッチ…夏」）リリースしているが、いずれも発売日が夏ではなかったため、成瀬瑛美と相沢は「初めて『夏の若干前』というジャストなタイミングでリリースできたのが良かった」旨を述べている。前述した通り表題曲は前山田健一と北川悠仁の共作であるが、Aメロ・Bメロを前山田、サビを北川、といったように完全に分けて制作をしている。従来のでんぱ組.incの楽曲のような「ジメッとした部分」は前山田、サビの「爽やかな部分」を北川が担当する形になっており、それを踏まえ相沢は「ライブでは凄く弾けるが、家では静かにしている、といったでんぱ組っぽい感じがよく出ている」と述べている。
ミュージック・ビデオについて、相沢によれば当初屋外で撮影する案もあったが、メンバーが難色を示したところオール室内ロケになったと述べている。表題曲はでんぱ組.incとして初めて正式にタオルを使う振り付けになっている、いわゆる「タオル曲」である。成瀬によれば、以前から「タオル曲」を作ろうとする意向はあり、楽曲「君も絶対に降参しないで進まなくちゃ!」では振り付けにタオルを使用する動きもあったものの結果として浸透しなかったとしており、「タオル曲を作りたいという思いがようやく叶えられた」と述べている。

### カップリング
通常盤・初回限定盤Aのカップリング曲には「でんぱ組♥しょこたん」名義として「続・PUNCH LINE!」が収録される。この楽曲は、先に発売された中川翔子とのコラボユニット「しょこたん♥でんぱ組」が歌うテレビアニメ「パンチライン」の主題歌「PUNCH LINE!」の「NEXTソング」、「でんぱ組サイドからのアプローチ」と銘打たれている。
初回限定盤Bのカップリング曲には「ムなさわぎのヒみつ?!」が収録される。これは池田模範堂が販売する虫刺され薬「ポケムヒS・ハローキティ」のキャンペーンキャラクターとなったことに伴って結成された期間限定のコラボユニット「ポケムヒもったでんぱ組.incと、ハローキティ」名義としての楽曲となり、2015年5月1日に横浜ベイホールで開催された女性限定ライブ「WWD大冒険TOUR2015〜乙女の世界はまだ不思議なことばかり〜」において初披露され、6月1日にYouTubeにてミュージック・ビデオが公開された。
ミュージック・ビデオでは、従来のような各々のメンバーカラーではなく全員がピンク色の衣装を着用している。成瀬によれば、過去の「くちづけキボンヌ」や「ORANGE RIUM」などの楽曲は恋愛を示唆しながらも「ファンの方々に当てた曲」であったが、当楽曲は「若い女の子が初恋をしている様子を謳った曲」、相沢によれば「ダイレクトに片思いがテーマの曲」と述べている。

## 売上
2015年6月29日付のオリコンウィークリーチャートでは、約5.4万枚を売り上げて初登場3位を記録した。この初週売上は9枚目のシングル「サクラあっぱれーしょん」で記録した4.4万枚を上回り、でんぱ組.incにおける最高初週売上と報じられた。同週のビルボードジャパン週間シングルチャートでは初登場2位を記録しているほか、6月20日、21日のオリコンデイリーチャートでは1位を記録している。

## その他
ミュージック・ビデオの監督は、「おつかれサマー!」が田辺秀伸、「ムなさわぎのヒみつ?!」が岡田文章。表題曲を引っ提げてミュージックステーション（テレビ朝日系列、2015年6月19日）に初出演を果たした。
当シングルの発売を記念して、ナムコが運営する「アニON STATION」（東京都新宿区歌舞伎町）にてコラボレーションカフェ「おつかれサマー!カフェ」が6月12日 - 21日の期間展開された。

## 収録内容

### 発売形態
1. 通常盤（CD）
2. 初回限定盤A（CD+DVD）
3. 初回限定盤B（CD+DVD）
4. 7インチレコード
5. カセットテープ

### 通常盤
1. おつかれサマー! [4:33]
  - 作詞・作曲：北川悠仁・前山田健一、編曲：Tom-H@ck
2. でんぱ組♥︎しょこたん「続・PUNCH LINE!」 [3:54]
  - 作詞・作曲：前山田健一、編曲：サイトウヨシヒロ
3. おつかれサマー!（Off Vocal）
4. 続・PUNCH LINE!（Off Vocal）

### 初回限定盤A
- CDの収録曲は通常盤と同一

DVD収録内容
1. 「おつかれサマー!」Music Video
2. 「おつかれサマー!」Music Videoメイキング映像

### 初回限定盤B
CD収録内容
1. おつかれサマー!
2. ムなさわぎのヒみつ?! [3:39]
  - 作詞：NOBE、作曲・編曲：三好啓太
3. おつかれサマー!（Off Vocal）
4. ムなさわぎのヒみつ?!（Off Vocal）

DVD収録内容
1. 「ムなさわぎのヒみつ?!」Music Video

### レコード・カセットテープ
1. おつかれサマー!
2. でんぱ組♥︎しょこたん「続・PUNCH LINE!」